# Rue de l'Abbé-Grégoire (Issy-les-Moulineaux)
Pour les articles homonymes, voir Rue de l'Abbé-Grégoire.
La rue de l'Abbé-Grégoire est une rue d'Issy-les-Moulineaux.

## Situation et accès

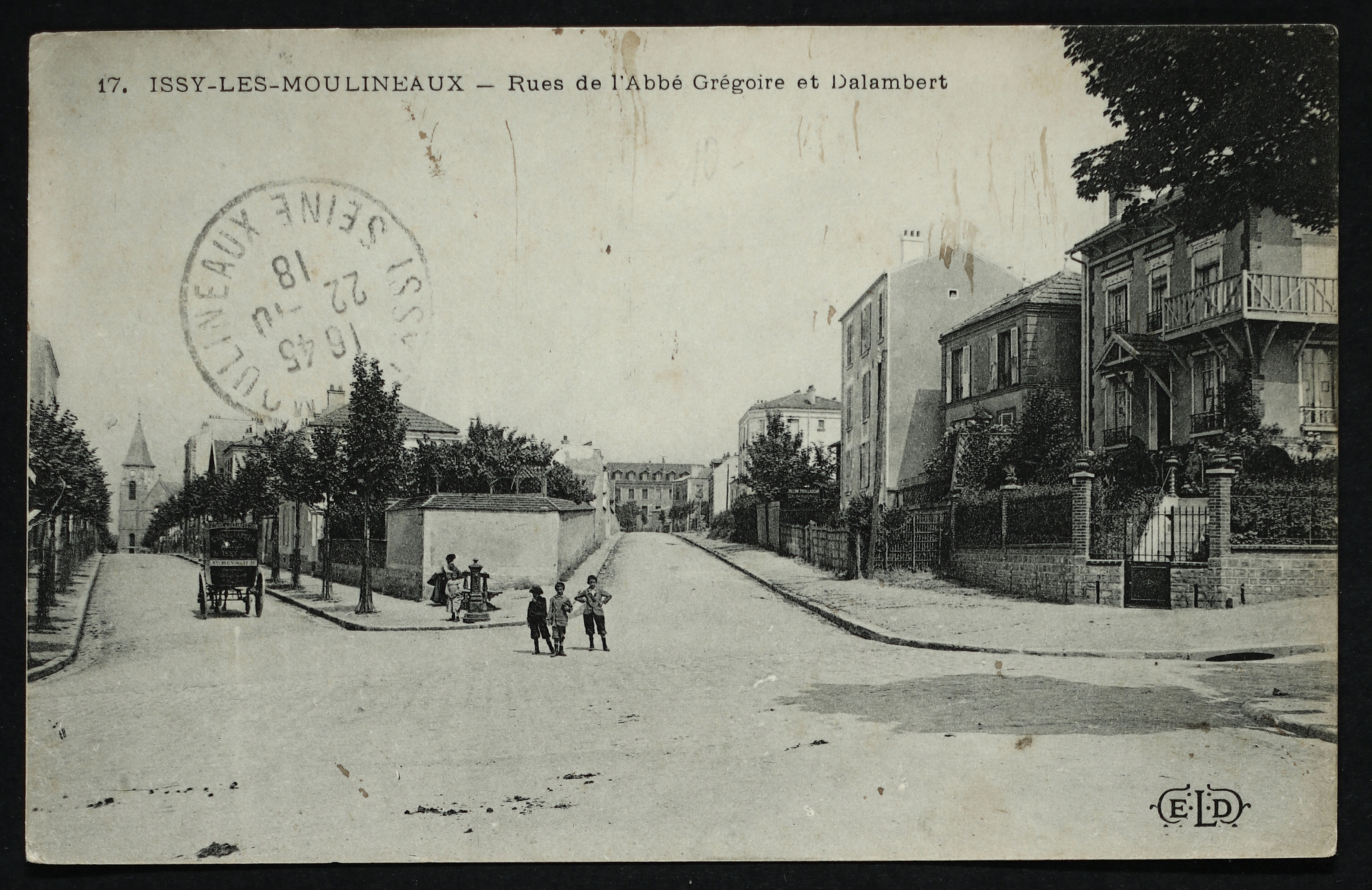
Carte postale - Issy-les-Moulineaux - Rues de l'Abbé-Grégoire et d'Alembert.

Cette rue commence son tracé place de l'Église, point de rencontre de l'avenue Jules-Guesde, de la rue Minard, de l'avenue Jean-Jaurès et du cours de la Reine Margot.
La rue de l'Abbé-Grégoire, rectiligne, présente une faible pente descendante depuis l'église vers la place du 11-Novembre. Elle est en sens unique dans le sens de la descente.
Elle croise d'abord, entre les numéros  7 et 9, la rue du Moulin-de-Pierre, du nom de l'ancien moulin de Clamart où cette rue menait.
Puis elle passe entre les numéros 16 et 18 la rue de la Glacière, autrefois appelée sentier de l’Abbé Grégoire et qui incluait le passage Saint-Jean, auquel une voie piétonne mène toujours. Son nom actuel provient des glacières que le prince de Conti fait installer à cet endroit après son achat le 4 février 1699 du château d'Issy.
Elle se termine place du 11-Novembre-1918, où se rencontrent la rue Gabriel-Péri, la rue d'Alembert, la rue Auguste-Gervais, la rue Lasserre et la rue Pierre-Brossolette.

## Origine du nom
Cette rue tient son nom de l'abbé Henri Grégoire (1750-1831), évêque constitutionnel de Blois, sur délibération du Conseil municipal du 21 avril 1894.

## Historique

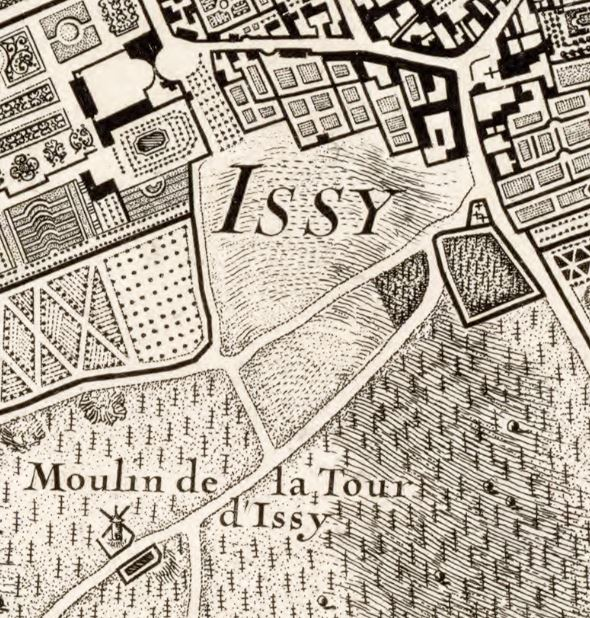
Moulin de la Tour d'Issy, vers 1730.

Il se trouvait à cet endroit un chemin des Fossés d'Issy à Fleury qui partait de l'église pour aller vers Clamart. Au bord de ce chemin se trouvait le moulin de la Tour d'Issy, visible sur le plan de Roussel datant de 1730.
Par délibération du Conseil municipal du 7 novembre 1863, une nouvelle rue fut percée, pour relier directement la place de l’église au secteur du plateau. Elle fut appelée de façon informelle, rue de l'Église, puis officiellement le 9 septembre 1871, par une autre délibération le nom de rue de l'Abbé-Grégoire lui est donné.
Entre cette rue et la rue Étienne-Dolet existait un hôtel particulier construit en même temps que le château des princes de Conti.

## Bâtiments remarquables et lieux de mémoire
- Église Saint-Étienne d'Issy-les-Moulineaux, reconstruite et consacrée en 1645.
- Notre-Dame Protectrice des Enfants, dite Chapelle rose à cause de la couleur de la façade. Elle a été reconstruite dans les années 1930[8],[9].
- Stèle commémorative des Poilus de  14-18, érigée en 2008 sur la place du 11-Novembre-1918, juste en bas de la rue de l'Abbé-Grégoire[10].
- Une évocation de la vie de cette rue dans la décennie 1930 est laissée par l'une de ses habitantes en 2017 dans le blog de l'association Histoire et Recherche d'Issy-les-Moulineaux[11].